# LNFA Junior 2012
La LNFA Junior 2012 fue la VII edición de la Liga Nacional de Fútbol Americano Junior (LNFA Jr).
Participaron 14 equipos divididos en dos conferencias, Norte y Sur.
- Conferencia Norte
  - Barberá Rookies
  - Zaragoza Hurricanes
  - Argentona Bocs
  - Barcelona Búfals
  - L'Hospitalet Pioners
  - Badalona Dracs
  - Terrasa Reds
- Conferencia Sur
  - Murcia Cobras
  - Rivas Osos
  - Las Rozas Black Demons
  - Valencia Firebats
  - Valencia Giants
  - Museros Bous
  - Sueca Ricers

Los días 12 y 13 de mayo se disputaron los cuartos de final con los siguientes resultados:
- Museros Bous 0 - Zaragoza Hurricanes 21, en el campo municipal de Museros.
- Valencia Firebats 16 - Argentona Bocs 20, en el estadio del Turia de Valencia.
- Badalona Dracs 56 - Rivas Osos 0, en Montigalá, Badalona.
- Barberá Rookies 14 - Murcia Cobras 16, en Can Jofresa, Tarrasa.

En semifinales, Hurricanes derrotó a Bocs (18-13) y Dracs a Cobras (35-0), por lo que Hurricanes y Dracs disputaron la final el día 10 de junio de 2012 en El Burgo de Ebro. Dracs llegaba a la final por segundo año consecutivo, y esta vez se proclamó campeón.

## Cuadro de play-offs
|  | Cuartos de final    | Cuartos de final |                |                     | Semifinales     | Semifinales     |  |                     | Final       | Final       |  |
|  | 12 y 13 de mayo     | 12 y 13 de mayo  |                |                     | 26 y 27 de mayo | 26 y 27 de mayo |  |                     | 10 de junio | 10 de junio |  |
|  |                     |                  |                |                     |                 |                 |  |                     |             |             |  |
|  |                     |                  |                |                     |                 |                 |  |                     |             |             |  |
|  | Valencia Firebats   | 16               |                |                     |                 |                 |  |                     |             |             |  |
|  | Valencia Firebats   | 16               |                |                     |                 |                 |  |                     |             |             |  |
|  | Argentona Bocs      | 20               |                |                     |                 |                 |  |                     |             |             |  |
|  | Argentona Bocs      | 20               |                | Zaragoza Hurricanes | 18              |                 |  |                     |             |             |  |
|  |                     |                  |                | Zaragoza Hurricanes | 18              |                 |  |                     |             |             |  |
|  |                     |                  | Argentona Bocs | 13                  |                 |                 |  |                     |             |             |  |
|  | Museros Bous        | 0                | Argentona Bocs | 13                  |                 |                 |  |                     |             |             |  |
|  | Museros Bous        | 0                |                |                     |                 |                 |  |                     |             |             |  |
|  | Zaragoza Hurricanes | 21               |                |                     |                 |                 |  |                     |             |             |  |
|  | Zaragoza Hurricanes | 21               |                |                     |                 |                 |  | Zaragoza Hurricanes | 0           |             |  |
|  |                     |                  |                |                     |                 |                 |  | Zaragoza Hurricanes | 0           |             |  |
|  |                     |                  | Badalona Dracs | 40                  |                 |                 |  |                     |             |             |  |
|  | Badalona Dracs      | 56               | Badalona Dracs | 40                  |                 |                 |  |                     |             |             |  |
|  | Badalona Dracs      | 56               |                |                     |                 |                 |  |                     |             |             |  |
|  | Rivas Osos          | 0                |                |                     |                 |                 |  |                     |             |             |  |
|  | Rivas Osos          | 0                |                | Badalona Dracs      | 35              |                 |  |                     |             |             |  |
|  |                     |                  |                | Badalona Dracs      | 35              |                 |  |                     |             |             |  |
|  |                     |                  | Murcia Cobras  | 0                   |                 |                 |  |                     |             |             |  |
|  | Barberá Rookies     | 14               | Murcia Cobras  | 0                   |                 |                 |  |                     |             |             |  |
|  | Barberá Rookies     | 14               |                |                     |                 |                 |  |                     |             |             |  |
|  | Murcia Cobras       | 16               |                |                     |                 |                 |  |                     |             |             |  |
|  | Murcia Cobras       | 16               |                |                     |                 |                 |  |                     |             |             |  |
|  |                     |                  |                |                     |                 |                 |  |                     |             |             |  |